# Noicàttaro
Noicàttaro – miejscowość i gmina we Włoszech, w regionie Apulia, w prowincji Bari.
Według danych na styczeń 2009 gminę zamieszkiwały 25 603 osoby przy gęstości zaludnienia 621,4 os./1 km².